# Wigbald
 (décembre 2013).
Si vous disposez d'ouvrages ou d'articles de référence ou si vous connaissez des sites web de qualité traitant du thème abordé ici, merci de compléter l'article en donnant les références utiles à sa vérifiabilité et en les liant à la section « Notes et références ».
Wigbald, également connu sous le nom de Wigbold, Wigbod ou encore Wicboldus en latin, est un clerc, écrivain et théologien catholique franc du VIIIe siècle.

## Ouvrage majeur
Parmi les œuvres de Wigbald qui ont été conservées figure un commentaire en latin sur l'Octateuque appelé Quaestiones in Octateuchum qui traite des cinq livres de Moïse, le Livre de Josué, le Livre des Juges et le Livre de Ruth. Il a fait ce travail, comme l'indique le titre complet, sur l'ordre de Charlemagne.
La forme du livre est celui d'un dialogue entre l'élève et l'enseignant. L'élève met en avant les difficultés et l'enseignant donne la solution. Wigbald n'a cependant pas composé lui-même les réponses mais cite des propos des huit Pères de l'Église, Saint Augustin, Saint Grégoire, Saint Jérôme, Saint Ambroise, Saint Hilaire, Saint Isidore, Saint Eucher et Saint Junilius. Pour la plus grande partie de la Genèse, seuls Jérôme et Isidore sont décrits. Les deux membres de la Congrégation de Saint-Maur, Martène et Durand, qui ont trouvé le manuscrit dans l'Abbaye Saint-Maximin de Trèves, avaient uniquement fournis les trois premiers chapitres de la Genèse dans leur Collectio amplissima datant du IXe siècle.
Ce travail est surtout précieux pour la préservation des citations des Pères. Le commentaire de Wigbald est précédé par trois poèmes en latin en hexamètres. Dans le premier poème, Wigbald loue le fait que son livre entre dans la bibliothèque du palais royal, dans le second il fait l'éloge du roi, en particulier parce que Charlemagne a réuni des livres provenant de nombreux endroits et, dans le troisième, il traite les sept jours de la création. Les deux premiers sont largement repris dans les poèmes d'introduction écrit par Eugène de Tolède dans son ouvrage consacré au poète Dracontius, le troisième servant à clore l'ouvrage.

## Sources
- (en) Cet article est partiellement ou en totalité issu de l’article de Wikipédia en anglais intitulé « Wigbold » (voir la liste des auteurs).